# Urban District
Ein Urban District (deutsch Städtischer Bezirk) war im Vereinigten Königreich und Irland eine kommunale Verwaltungseinheit als Teil einer Grafschaft. Im Gegensatz zu den Rural Districts (ländlicher Bezirk) erstrecken sich die Urban Districts auf städtische Gebiete. Die Aufgaben der Kommunalverwaltung sind zwischen dem Rat des Urban District (Urban District Council) und dem der Grafschaft (County Council) aufgeteilt.
Ein Urban District war kein Borough und hatte deshalb keinen Bürgermeister. Die Urban Districts wurden im späten 19. Jahrhundert im Vereinigten Königreich von Großbritannien und Irland eingerichtet. 
In Irland bestehen sie bis heute fort, werden aber schlicht als Towns bezeichnet. In England und Wales wurden sie 1894 ins Leben gerufen. Mit der Verwaltungsreform des Local Government Act 1972 wurden sie zum 1. April 1974 abgeschafft und durch größere Distrikte ersetzt. In vielen Urban Districts wurden seitdem sog. Parish Councils (Gemeinderäte) eingesetzt. In Nordirland wurden die Urban Districts 1973 aufgelöst und durch 26 neue Distrikte ersetzt.